# باج‌گیری (فیلم ۱۹۲۹)
باج‌گیری (انگلیسی: Blackmail) که در ایران با نام حق‌السکوت پخش شد، یک فیلم درام دلهره آور به کارگردانی آلفرد هیچکاک است که در سال ۱۹۲۹ منتشر شد. از بازیگران آن می‌توان به سارا آلگود، امیل دی روئل، جان لانگدن و دونالد کالتروپ اشاره کرد. 
از این فیلم به‌طور همزمان یک نسخه ناطق و یک نسخه صامت ساخته و منتشر شد. نسخهٔ صامت آن در آرشیو بنیاد فیلم بریتانیا موجود است. این فیلم را، اولین فیلم بلند ناطق بریتانیایی می‌دانند.

## داستان
در ۲۶ آوریل ۱۹۲۹، کارآگاه فرانک وبر از اسکاتلندیارد، نامزدش آلیس وایت را به خانهٔ چای دعوت می‌کند. میان آن‌ها مشاجره‌ای درمی‌گیرد و فرانک با عصبانیت محل را ترک می‌کند. وقتی در حال بازنگری در رفتارش است، می‌بیند که آلیس همراه مردی به نام آقای کرو، یک نقاش که پیش‌تر با او قرار گذاشته بود، از آن‌جا خارج می‌شود.
کرو با اصرار، آلیس را که چندان مایل نیست، راضی می‌کند تا به آتلیه‌اش برود. آلیس از تابلوی دلقکی خندان خوشش می‌آید و با پالت و قلم‌موی نقاش، چهره‌ای کارتونی می‌کشد. کرو چند خطی از تصویر یک زن برهنه به آن اضافه می‌کند و دست آلیس را راهنمایی می‌کند تا پای نقاشی نامش را بنویسد. او سپس لباسی مخصوص رقص به آلیس می‌دهد و قطعه‌ای به نام «دوشیزهٔ امروزی» را با آواز و پیانو اجرا می‌کند.
کرو آلیس را به اجبار می‌بوسد، که موجب انزجار آلیس می‌شود. زمانی‌که آلیس در حال تعویض لباس و آماده‌شدن برای رفتن است، کرو لباسش را از محل تعویض برمی‌دارد. او قصد تجاوز دارد و فریادهای آلیس در خیابان شنیده نمی‌شود. آلیس در اقدامی ناامیدانه، چاقوی نان‌بری را برداشته و او را می‌کشد.
او خشمگینانه، پارگی‌ای در تابلوی دلقک ایجاد می‌کند و سعی می‌کند آثار حضورش را از بین ببرد، اما به‌اشتباه یک جفت دستکشش را جا می‌گذارد. سپس شب‌هنگام در خیابان‌های لندن پرسه می‌زند، در حالی که در شوک کامل است.
با کشف جسد، فرانک مسئول پرونده می‌شود و یکی از دستکش‌های آلیس را پیدا می‌کند. او همچنین مرد مرده را می‌شناسد، اما این موضوع را از مافوقش پنهان می‌کند. فرانک با در دست داشتن دستکش، به مغازهٔ توتون‌فروشی پدر آلیس می‌رود، اما آلیس آن‌چنان آشفته است که نمی‌تواند حرفی بزند.
آن‌ها در اتاقک تلفن مغازه مشغول گفت‌وگو هستند که «تریسی» وارد می‌شود. او دیده بود آلیس به آتلیهٔ کرو رفته و حالا دستکش دیگر را در اختیار دارد. وقتی می‌بیند فرانک دستکش دوم را دارد، سعی می‌کند آن دو را با این موضوع باج‌گیری کند. ابتدا درخواست‌هایی جزئی مطرح می‌کند که آن‌ها ناچار به پذیرش می‌شوند. فرانک از طریق تلفن می‌فهمد که تریسی مظنون پرونده شده، چرا که در محل دیده شده و سابقهٔ کیفری دارد. او پلیس را خبر می‌کند و به تریسی می‌گوید که به‌خاطر قتل باید پاسخ‌گو باشد.
آلیس همچنان مردد است و لب به اعتراف نمی‌گشاید. تنش بالا می‌گیرد. وقتی پلیس از راه می‌رسد، تریسی وحشت‌زده فرار می‌کند. تعقیب تا موزه بریتانیا ادامه می‌یابد، جایی که تریسی به بام گنبدی سالن مطالعه می‌رود، ولی لیز خورده و از نورگیر سقف به پایین سقوط می‌کند و جان می‌سپارد. پلیس گمان می‌کند که او قاتل بوده است.
آلیس که از ماجرا بی‌خبر است، تصمیم می‌گیرد خود را تسلیم کند و نزد بازپرس ارشد در نیواسکاتلندیارد می‌رود. پیش از آن‌که اعتراف کند، بازپرس با او تماس می‌گیرد و از فرانک می‌خواهد موضوع را پیگیری کند. آلیس سرانجام حقیقت را با فرانک در میان می‌گذارد: اینکه از خود در برابر حمله‌ای دفاع کرده که حتی نمی‌تواند درباره‌اش سخن بگوید. آن دو با هم از آن‌جا خارج می‌شوند. در همین هنگام، پلیسی از کنارشان می‌گذرد، در دستش تابلوی آسیب‌دیدهٔ دلقک خندان و بوم نقاشی‌ای که آلیس روی آن نامش را کشیده بود.